# 三重県出身の人物一覧
三重県出身の人物一覧（みえけんしゅっしんのじんぶついちらん）は、Wikipedia日本語版に記事が存在する三重県出身の人物の一覧表である。

## 政治家

### 議長経験者
- 田村元（第66代衆議院議長）：松阪市
- 浜田国松（第30代衆議院議長）：伊勢市
- 斎藤十朗（第21・22代参議院議長）：伊賀市

### その他の国会議員
- 岡田克也（元外務大臣、元副総理、元民進党代表）：四日市市
- 川崎二郎（元厚生労働大臣、元運輸大臣）：伊賀市
- 川崎秀人：伊賀市
- 角屋堅次郎：伊勢市
- 金森正：四日市市
- 小島智子∶大台町
- 坂口力（元厚生労働大臣）：白山町（現・津市）
- 芝博一（元官房副長官）：名張市
- 高橋千秋：安濃町（現・津市）
- 田村憲久（前厚生労働大臣）：松阪市
- 中井洽（元法務大臣、元国家公安委員長・防災担当大臣）：伊賀市
- 中川正春（元文部科学大臣、元防災担当大臣）：松阪市
- 浜地文平：吉津村（現・南伊勢町）
- 平田耕一（元財務副大臣）：四日市市
- 福森和歌子：伊賀市
- 藤田大助：玉城町
- 藤波孝生（元内閣官房長官）：伊勢市
- 三ツ矢憲生（元財務政務官）：伊勢市
- 森本哲生：飯南町（現・松阪市）
- 森由起子：四日市市
- 山村健：志摩町（現・志摩市）
- 吉川有美（前外務大臣政務官、元経済産業大臣政務官・内閣府大臣政務官）：桑名市

### 首長・地方議員
- 一見勝之（第7代三重県知事、元運輸・国土交通官僚）：亀山市
- 岡村秀人（愛知県大府市長）：津市
- 岡本栄（第3-6代伊賀市長、元関西テレビ放送アナウンサー）：伊賀市
- 加藤千速（第8代尾鷲市長、元阪急百貨店常務取締役、元阪急オアシス社長、元アジア太平洋トレードセンター社長）：尾鷲市
- 河上敢二（熊野市長、元農林官僚）：熊野市
- 北川正恭（第4代三重県知事、元衆議院議員）：鈴鹿市
- 鈴木礼治（第10-13代愛知県知事）：三重郡富田町（現・四日市市）
- 野呂昭彦（第5代三重県知事、元松阪市長）：松阪市
- 萩原量吉：四日市市
- 橋本侑樹（東京都渋谷区議会議員、元アイドル）：津市

### 政治活動家
- 上田音市：松阪市

## 行政
- 井上裕之（第13代内閣府事務次官、内閣府審議官、内閣府政策統括官（経済社会システム担当））[1]
- 坂勝浩（農林水産省消費・安全局長）[2]
- 西村泰彦（警察官僚、内閣危機管理監）：鳥羽市[3]
- 早川智之（警察庁交通局長）：鈴鹿市[4]
- 三宅俊光（総務省行政管理局長、財務省大臣官房審議官）：伊勢市
- 宮村智（大蔵官僚、世界銀行日本代表理事、駐ケニア大使）：松阪市
- 森重樹（農林水産省輸出・国際局長、同省東海農政局長、林野庁次長）：いなべ市[5]

## 軍人・自衛官
- 立見尚文（陸軍大将）
- 中村雄次郎（陸軍中将）
- 秦彦三郎（陸軍中将）参謀次長・関東軍参謀長
- 坂井兵吉（陸軍少将）
- 種村佐孝（陸軍大佐）
- 坂井直（陸軍歩兵中尉）二・二六事件の首謀者の一人、坂井兵吉の息子。
- 中村守雄（第18代陸上幕僚長）
- 山口昇（陸将）

## 文化人

### 画家
- 塩本幸子：志摩市
- 宇田荻邨：松阪市
- 加藤佳子：津市
- 嶋谷自然：鳥羽市
- 杉田陽平：津市
- 西田半峰：津市
- 和田義彦：海山町（現・紀北町）

### 書家
- 榊莫山：伊賀市
- 伊藤潤一：松阪市

### 写真家
- 浅田政志：津市
- 風間健介：津市
- 中里和人：多気町
- 南川三治郎
- 熱田護：鈴鹿市

### 作家
- 伊藤桂一：神前村（現・四日市市）
- 伊藤たかみ：名張市（出生地は神戸市）
- 江戸川乱歩：名張市
- 北村けんじ（児童文学）：桑名市
- 黒田研二：桑名市
- 黒田洋介：四日市市[6]
- 駒田信二（中国文学者）：多門村（現・津市）（出生地は大阪市）
- 倉阪鬼一郎：上野市（現・伊賀市）
- 近藤啓太郎：四日市市
- 斎藤緑雨：鈴鹿市
- 笙野頼子：四日市市
- 野尻抱介
- 麻耶雄嵩：上野市（現・伊賀市）
- 野名龍二（随筆）：志摩市
- 丹羽文雄：四日市市
- はやみねかおる：伊勢市
- 橋本紡：伊勢市
- 松波太郎
- 水生大海：関町（現・亀山市）
- 米川みちこ：津市
- 寺下薫：伊勢市

### 教育家
- 近藤真琴
- 小倉肇：長島町（現：紀北町）[7]

### 漫画家
- 岡崎優
- キユ
- 小島剛夕：四日市市
- 柴田昌弘：松阪市
- 島津郷子：度会郡
- 釋英勝
- 曽祢まさこ：伊勢市
- 志摩ようこ
- モリタイシ：御薗村（現・伊勢市）
- 鈴木けい一：四日市市
- 増田こうすけ
- 西岡兄妹：津市
- 西公平
- はっとりみつる：鳥羽市
- 郷田マモラ：伊勢市
- 横槍メンゴ
- ヤスダスズヒト：桑名市
- 美衣暁：津市

### イラストレーター
- しぐれうい（イラストレーター、漫画家、バーチャルYouTuber）：四日市市
- たかぎなおこ：四日市市
- OKN：四日市市

### 映画監督
- 一尾直樹：鈴鹿市
- 市川崑：宇治山田市（現・伊勢市）
- 小津安二郎：松阪市
- 衣笠貞之助：亀山町（現・亀山市）
- 高畑勲：伊勢市
- 和田勉：松阪市

### 俳人・詩人・歌人
- 松尾芭蕉（江戸時代の俳人）：伊賀国上野（現・伊賀市）
- 佐佐木信綱（歌人、国文学者）：鈴鹿市
- 嶋田青峰（俳人、新聞記者、翻訳家、教員）：的矢村（現・志摩市）
- 嶋田的浦（俳人、青峰の弟）：的矢村（現・志摩市）
- 鬼頭白雨（歌人）：津市
- 岡野弘彦（歌人）：津市
- 大辻隆弘（歌人）：松阪市
- 山中智恵子（歌人）：鈴鹿市
- 稲森宗太郎（歌人）：名張市

### 作詞家・作曲家
- 野田暉行：津市
- 伴剛一
- 小林純生：菰野町

### アナウンサー
日本放送協会
（現在所属の放送局などは各人物の項目を参照すること）
- 糸井羊司：四日市市
- 橋爪秀範：津市
- 藤崎弘士：津市（旧芸濃町）
- 三輪秀香：津市

東海テレビ放送
- 浦口史帆：津市

中部日本放送
- 重盛啓之：菰野町
- 中西直輝 - 現在は報道部に異動：伊勢市（旧小俣町）
- 水分貴雅：紀北町（旧紀伊長島町）

名古屋テレビ放送
- 望木聡子：津市
- 松崎杏香：四日市市

テレビ愛知
- 平賀吏桜 - （テレビ愛知、元高知放送）：四日市市

三重テレビ放送
- 奥村莉子：津市

中京広域圏外の局
- 阿部成寿 - 朝日放送、現在は報道局ニュースセンター記者：鈴鹿市
- 加藤雅也 - テレビ新広島
- 川瀬裕子 - 北陸放送：名張市、生まれは大阪府
- 粉川真一 - 宮崎放送：津市
- 田村真子 - TBSテレビ：松阪市
- 山崎雄樹 - 熊本放送：鈴鹿市

フリー・退職者・転職者
- 天野良春 - 元東海ラジオ放送、定年を迎えたが現在も同局の番組に出演：四日市市
- 伊藤里奈 - フリー（オフィスコットン所属）、元秋田朝日放送→元福島テレビ：東員町
- 上野隆紘 - 元ラジオ三重→元中国放送：津市
- 加藤亜希子 - 元三重エフエム放送→元中京テレビ放送→日テレNEWS24キャスター：四日市市
- 楠田枝里子 - 元日本テレビ放送網、フリー転身後にタレントとしても活動：伊勢市
- 久野誠 - 元中部日本放送、2017年末で定年退職：津市
- 久保房郎 - フリー、元京都放送：松阪市
- 辻野ヒロシ - レース実況アナウンサー、フリーアナウンサー
- 成田香織 - フリー、元東海ラジオ放送、現在も同局の番組に出演：桑名市
- 前田阿希子 - 元毎日放送：桑名市
- 水谷勝海 - GAORA所属、元毎日放送：桑名市
- 宮武紗里 - 元東海テレビ：桑名市
- 東惇 - 富山テレビ放送、現在はディレクター
- ピエール北川 - レース実況アナウンサー、フリーアナウンサー
- 本田恵美 - 元中京テレビ：津市
- 山上和美 - 元三重エフエム放送→元NHK宇都宮放送局契約キャスター：松阪市
- 川口まゆ - 元三重テレビ：津市
- 北村実穂 - 元瀬戸内海放送（元キャストKSBパートナーズ所属）→元フリー→三重テレビ放送→フリー：鈴鹿市

### 学者
- 井川憲明（農学者）：熊野市[8]
- 伊坂青司（哲学者）：鈴鹿市
- 伊藤清（数学者）：北勢町（現・いなべ市）
- 伊藤清三（数学者）
- 伊東孝之（国際政治学者）
- 上野英三郎（農業土木学者。忠犬ハチ公の飼い主）：本村（現・津市）
- 植村政勝（本草学者、隠密）：大津杉村（現・松阪市）
- 奥田三角（儒学者）：豊原村（現・松阪市）
- 貝塚爽平（地形学者）：桑名町（現・桑名市）[9]
- 河角龍典（地理学者）：津市[10]
- 岸野文郎（工学者）
- 駒田格知（魚類学者）[11]
- 白峰旬（歴史学者）
- 谷川士清（国学者）：安濃津（現・津市）
- 東畑精一（農学者）：豊地村（現・松阪市）
- 中山伊知郎（経済学者）：伊勢市
- 丹羽正伯（本草学者）：松坂（現・松阪市）
- 丹羽保次郎（工学者、NE式写真電送機発明）：松阪市
- 野田真里(経済学者）
- 橋本策（医学者）：西柘植村（現・伊賀市）
- 服部四郎（言語学者）：亀山市
- 藤本幸太郎（商学者）：四日市市
- 松本駝堂（本草学者、外科医）：松坂（現・松阪市）
- 本居宣長（国学者）：松坂（現・松阪市）
- 森一夫（教育学者、日本理科教育学会名誉会員・元会長）：南島町（現・南伊勢町）
- 森川八洲男（会計学者、元日本簿記学会会長）：津市
- 安田喜憲（地理学者、環境考古学者[12]）：北勢町[13]（現・いなべ市）

### 棋士
- 石川優太（将棋棋士）：川越町
- 伊田篤史（囲碁棋士、七大タイトル獲得1期）：鈴鹿市
- 板谷四郎（将棋棋士）：伊勢市
- 獺ヶ口笑保人（将棋棋士）：熊野市
- 北村文男（将棋棋士）：鈴鹿市
- 齊藤裕也（将棋棋士）：桑名市
- 澤田真吾（将棋棋士）：鈴鹿市
- suimon（コンピュータ将棋ブロガー）
- 瀬戸大樹（囲碁棋士）
- 羽根直樹（囲碁棋士、七大タイトル獲得9期）：志摩市
- 羽根泰正（囲碁棋士、七大タイトル獲得1期）：志摩市

### 登山家
- 尾崎隆：亀山市
- 福島博憲：名張市
- 増井行照：菰野町

### その他
- ドン小西（ファッションデザイナー）：津市
- 東畑謙三（建築家）：豊地村（現・松阪市）
- 國友尚（放送作家）：上野市（現・伊賀市）
- 鈴木肇（テレビディレクター）

## 芸能人
クレージーキャッツ 植木等

### ミュージシャン
- ユッコ・ミラー（ジャズ・サックス奏者、作曲家）
- 江藤良人（ジャズ・ドラマー）
- 田村まい（ピアニスト、作曲家、編曲家）
- 二宮望実（声楽家）

### シンガーソングライター
- 宇都美慶子：松阪市
- AZU：津市
- ナオト・インティライミ：亀山市生まれ、千葉県育ち
- 西岡恭蔵：志摩市
- 西野カナ：松阪市
- 野田愛実：松阪市
- 平井堅：名張市（出生地は大阪府）
- Ms.OOJA：四日市市
- みちよ：名張市（出生地は大阪府）
- ミツキ・ミヤワキ

### バンド
- Kouichi（Laputa ギター）：鈴鹿市
- PANTHER（SEX MACHINEGUNS ギター）：津市
- TAKA（La'cryma Christi ヴォーカル）：桑名市
- Die（Dir en grey ギター）：名張市
- 種子田健（ベーシスト）：関町（現、亀山市）
- 森重卓（ベーシスト）：鈴鹿市
- 渡瀬マキ（LINDBERG ヴォーカル）：鳥羽市
- 諸星夢人（彩冷える ギター）

### 歌手
- あべ静江：松阪市
- 田端義夫
- 鳥羽一郎：鳥羽市
- 山川豊：鳥羽市
- 尾鷲義仁：尾鷲市
- あつ：津市（旧一志町）
- 藤神敬也：志摩市生まれ、津市育ち
- 本田理紗子：鈴鹿市
- 浦嶋りんこ：四日市市
- 松阪ゆうき：鈴鹿市
- 中西りえ：伊勢市

### 俳優・女優
- 足立梨花：菰野町（出生地は長崎県）
- 有沙瞳
- 植木等：宮川村（現・大台町）
- 榎木兵衛：尾鷲市
- 大西礼芳：度会町
- 小倉久寛：紀勢町（現・大紀町）
- 高川裕也：四日市市
- 葛山信吾：亀山市
- 澤田賢澄（元幕下力士、千代の国（元力士・現25代佐ノ山）の兄）：伊賀市
- 椎名桔平：上野市（現・伊賀市）
- タイソン大屋：桑名市
- 田中哲司：鈴鹿市
- 塚下兼吾
- 平井亜門：四日市市
- 中村樹里
- 東達也：鈴鹿市
- 三浦宏規：桑名市
- 水野美紀：四日市市（出生地は香川県）
- 山村美智：伊勢市
- 岡あゆみ：津市
- 夏樹陽子：伊勢市
- 藤田敏八：四日市市（出生地は平壌）
- 山路和弘[14]

### 落語家
- 桂文我：松阪市
- 桂福団治：四日市市
- 桂二乗：四日市市
- 林家菊丸：四日市市
- 桂三弥：名張市
- 春風亭昇市：津市
- 笑福亭生喬：松阪市

### 浪曲師
・東家三楽（五代目）
- 天津羽衣：上野町
- 真山隼人：鈴鹿市

### アイドル・タレント
- 葵成美
- 麻井美李
- 東奈緒美
- 天野莉絵
- 出岡美咲
- 磯野貴理子：南勢町（現・南伊勢町）
- 市川葵
- いとうあこ：津市
- 伊藤えみ
- ウクレレえいじ
- 太田英里
- 大谷みつほ：鈴鹿市
- 大西敬子
- 大山美保
- 岡本奈月
- 尾崎ななみ
- 香川絵馬（VOCEモデル）
- かざり（元自衛官）
- かとうかな子
- 加藤ゆり
- 加藤紀子：鈴鹿市
- 上矢りせ
- 亀山房代：名張市
- 小久保アリサ（BSJプロジェクト総監督）：松阪市
- 阪口あづさ
- 佐倉希実
- 佐藤まい子
- 寺家（バッテリィズ）：津市
- 清水りさ
- 瀬戸琴楓
- 谷田ラナ
- 多森成子：津市
- 中條明香
- 辻美菜
- 土性愛
- 夏月
- 那月結衣
- 成田ゆうこ
- 新奈：志摩市
- 二宮優樹：鈴鹿市
- 練木有美子：鈴鹿市
- でか美ちゃん：松阪市
- 長谷川唯
- 福井未菜：名張市
- 宝満まどか：鈴鹿市
- 前野るみえ（FANTASISTA）：名張市
- 松葉れいな
- 松本キック（松本ハウス）：上野市（現・伊賀市）
- 松本さゆき
- 水谷駿：桑名市
- 南みゆか
- 村田渚：関町（現・亀山市）
- やついいちろう（エレキコミック）：四日市市
- 山下菜々子
- 山下永夏
- 山本サユリ
- 吉沢瞳
- 渡瀬茜
- みうらちっち（あまえんぼうポラリス）：津市

### アイドルグループの所属者・元所属者
- AKB48グループ
  - AKB48メンバー
    - 山本亜依

  - SKE48元メンバー
    - 内山命：鈴鹿市
    - 佐藤聖羅
    - 竹内舞：志摩市
    - 出口陽（元AKB48）：松阪市

  - SDN48元メンバー
    - 梅田悠
- 坂道シリーズ
  - 櫻坂46
    - 幸阪茉里乃：伊賀市
- かとう唯（元平成琴姫）
- 高見奈央（元ベイビーレイズJAPAN）
- 早見紗英（元dela、現中野風女シスターズ/風男塾（英城凛空））
- 山本真凜（元Cheeky Parade）
- 夢眠ねむ（元でんぱ組.inc）：伊賀市
- 有栖妃奈 （お願い!!フルハウス）

### 声優
- 阿部里果[15]
- 岸尾だいすけ：松阪市
- 倉田雅世：四日市市
- 小松未可子：桑名市
- 桜木つぐみ：桑名市
- 下和田ヒロキ
- 竹尾歩美
- 出口茉美
- 中村知子
- 東サオリ[16]
- 牧野由依
- 松永あかね
- 満仲由紀子：久居市（現・津市）
- 水田わさび：青山町（現・伊賀市）
- 依田菜津

### その他
- 小森隼（ダンサー、GENERATIONS from EXILE TRIBE）：大台町
- 七世松本幸四郎（歌舞伎）：東員町

## スポーツ選手

### プロ野球
現役選手
- 東克樹（横浜DeNAベイスターズ）：四日市市
- 石伊雄太（中日ドラゴンズ・2024年ドラフト4位指名）：尾鷲市
- 伊藤裕季也（横浜DeNAベイスターズ→東北楽天ゴールデンイーグルス）：四日市市
- 上田大河（埼玉西武ライオンズ）：尾鷲市
- 岡林勇希（中日ドラゴンズ）：松阪市
- 加藤匠馬（中日ドラゴンズ→千葉ロッテマリーンズ→中日ドラゴンズ）：松阪市
- 是澤涼輔（埼玉西武ライオンズ）育成選手：いなべ市
- 高木勇人（読売ジャイアンツ→ベラクルス・イーグルス（メキシカンリーグ）→神奈川フューチャードリームス）：津市
- 西勇輝（オリックス・バファローズ→阪神タイガース）：菰野町
- 西尾歩真（福岡ソフトバンクホークス）育成選手：松阪市
- 前川右京（阪神タイガース）：津市
- 前佑囲斗（オリックス・バファローズ）育成選手：亀山市
- 宮本ジョセフ拳（埼玉西武ライオンズ）育成選手：四日市市
- 村田怜音（埼玉西武ライオンズ）：松阪市
- 湯浅京己（阪神タイガース）：尾鷲市
- 山本晃大（北海道日本ハムファイターズ）育成選手：南伊勢町

引退選手、指導者
- 市川卓（元北海道日本ハムファイターズ）：四日市市
- 井手元健一朗（元中日ドラゴンズ→西武ライオンズ）：四日市市
- 池ノ内亮介（元広島東洋カープ）：伊賀市
- 石垣幸大（元中日ドラゴンズ）：東員町
- 梅村学人（元オリックス・バファローズ）：大紀町
- 江川智晃（元福岡ソフトバンクホークス）：伊勢市（旧二見町）
- 岡林飛翔（元広島東洋カープ）育成選手：松阪市、岡林勇希の兄
- 岡本篤志（元埼玉西武ライオンズ）：名張市
- 大道典嘉（福岡ソフトバンクホークスコーチ）：志摩市
- 川崎貴弘（元中日ドラゴンズ）：津市
- 鬼屋敷正人（元読売ジャイアンツ、現ブルペン捕手）
- 北野勝則（元横浜大洋ホエールズ→中日ドラゴンズ）：鈴鹿市
- 倉野信次（福岡ソフトバンクホークスコーチ）：伊勢市（旧小俣町）
- 桑原謙太朗（元阪神タイガース）：名張市
- 小山伸一郎（元東北楽天ゴールデンイーグルス、現中日ドラゴンズ投手コーチ）：伊勢市（旧二見町）
- 沢村栄治（元読売巨人軍）：伊勢市
- 柴田章吾（元読売ジャイアンツ）育成選手：いなべ市
- 清水昭信（中日ドラゴンズスカウト）：松阪市
- 滝野要（元中日ドラゴンズ）：松阪市
- 竹下哲史（元中日ドラゴンズ（育成選手）、BASEBALL ONEベースボールアナライザー）
- 田中法彦（元広島東洋カープ）：川越町
- 谷元圭介（元北海道日本ハムファイターズ→中日ドラゴンズ、現北海道日本ハムファイターズ打撃投手）：鈴鹿市
- 辻東倫（元読売ジャイアンツ）：菰野町
- 谷口雄也（元北海道日本ハムファイターズ）：四日市市
- 豊田清（西武ライオンズコーチ）：亀山市
- 西清孝（中日ドラゴンズ打撃投手）
- 西村幸生（大阪タイガース）：伊勢市
- 内藤幸三：伊勢市
- 中井大介（元読売ジャイアンツ→横浜DeNAベイスターズ）: 伊勢市
- 中尾碩志（元読売ジャイアンツ）：伊勢市
- 中西親志（東京ヤクルトスワローズスカウト）松阪市
- 中村稔：伊勢市
- 西川明（元中日ドラゴンズ）：明和町
- 古木克明（元オリックス・バファローズ）：松阪市
- 星野智樹（元埼玉西武ライオンズ）：員弁郡
- 前岡勤也（元阪神タイガース、中日ドラゴンズ）：亀山市
- 水谷新太郎（元東京ヤクルトスワローズコーチ）：松阪市
- 藪恵壹（元阪神タイガース）：御浜町
- 広沢好輝（元東京ヤクルトスワローズ→阪神タイガース）：伊勢市

女子プロ野球
- 一尾星吏夏：四日市市

### 大相撲力士
- 三重ノ海剛司（第57代横綱・14代武蔵川・第10代日本相撲協会理事長、6代相撲博物館館長）：松阪市
- 双羽黒光司（第60代横綱）：津市
- 琴風豪規（元大関・8代尾車、大相撲中継（NHK）専属解説者）：津市
- 巨砲丈士（元関脇）：四日市市
- 千代の国憲輝（元前頭筆頭・25代佐ノ山）：伊賀市
- 燁司大（元前頭11枚目）：松阪市
- 徳真鵬元久（元十両6枚目）：松阪市
- 志摩ノ海航洋（木瀬部屋、最高位 西前頭3枚目）：志摩市
- 朝玉勢大幸（高砂部屋、最高位 東十両12枚目）：伊勢市
- 朝志雄亮賀（高砂部屋、最高位 西十両13枚目）：志摩市
- 天照鵬真豪（伊勢ヶ濱部屋、最高位 西十両10枚目）：伊勢市

### サッカー
現役選手
- 浅野拓磨（RCDマジョルカ（スペイン））：菰野町
- 浅野雄也（名古屋グランパス）浅野拓磨の弟
- 和泉竜司（名古屋グランパス）：四日市市
- 伊東稜晟（FC大阪）：名張市
- 岩脇力哉（FC.AWJ（関西））
- 太田岳志（京都サンガF.C.）：桑名市
- 大畑拓也（エリース東京FC（関東））：伊勢市
- 金崎夢生（ヴェルスパ大分）：津市
- 坂圭祐（栃木SC）：四日市市
- 妹尾直哉（ヴァンラーレ八戸）：津市
- 田口裕也（愛媛FC）
- 舘幸希（湘南ベルマーレ）：鈴鹿市
- 谷口海斗（アルビレックス新潟）：紀北町
- 寺尾憲祐（ヴィアティン三重）
- 野垣内俊（ヴィアティン三重）：四日市市
- 旗手怜央（セルティックFC（スコットランド））：鈴鹿市
- 福田晃斗（サガン鳥栖）：四日市市
- 藤山智史（ブラウブリッツ秋田）：伊賀市
- 前田柊（ヴァンラーレ八戸）：四日市市
- 町野修斗（ホルシュタイン・キール（ドイツ））：伊賀市

- 町野修斗（ホルシュタイン・キール（ドイツ））：伊賀市
- 三木直土（ガイナーレ鳥取）：名張市
- 森夢真（アスルクラロ沼津）
- 森島司（名古屋グランパス）：鈴鹿市
- 矢田旭（ギラヴァンツ北九州）：四日市市
- 山口蛍（V・ファーレン長崎）：名張市
- 吉田温紀（名古屋グランパス）：鈴鹿市
- 舩橋京汰（愛媛FC）

引退選手、指導者
- 板金立樹（元FC岐阜コーチ）
- 岩崎陽平（元FC岐阜）
- 内田健太（元FCマルヤス岡崎（JFL））：四日市市
- 内田智也（元南区足球会（香港）、現横浜FCスタッフ）：菰野町
- 越後和男（元台湾女子代表監督）
- 小倉隆史（FC.ISE-SHIMA理事長 兼 監督）：鈴鹿市
- 加藤秀典（ヴィアティン三重スタッフ）：四日市市
- 金守智哉（FC.ISE-SHIMAヘッドコーチ）
- 北村知隆（元ヴィアティン桑名）：四日市市
- 御給匠（元FC大阪）：津市（旧久居市）
- 坂井将吾（元ヴィアティン三重）
- 阪倉裕二（元ヴィアティン三重ヘッドコーチ）
- 佐藤昭大（元モンテディオ山形）：朝日町
- 佐藤健太郎（元レノファ山口FC）：名張市
- 佐藤洸一（元ヴィアティン三重）：四日市市
- 柴田大地（元FC鈴鹿ランポーレ）
- 中田一三（前京都サンガF.C.監督）：伊賀市
- 中西永輔（元横浜F・マリノス）：鈴鹿市
- 西村弘司（元名古屋グランパス）：伊賀市（旧阿山町）
- 野崎陽介（元栃木ウーヴァFC）：津市
- 萩村滋則（大分トリニータコーチ）
- 八田直樹（ジュビロ磐田U-18 GKコーチ）：伊勢市
- 林一章（鈴鹿ポイントゲッターズコーチ）：津市
- 樋口士郎（元四日市中央工業高校サッカー部監督）：川越町
- 樋口靖洋（ヴィアティン三重監督）樋口士郎の弟
- 藤牧祥吾（元ヴィアティン三重）：菰野町
- 藤澤典隆（元ヴィアティン三重）：桑名市（生まれは京都府）
- 船谷圭祐（元FCマルヤス岡崎）：松阪市
- 間瀬秀一（元モンゴル代表監督）
- 水本裕貴（SC相模原）：伊勢市（旧御薗村）
- 村上和弘（ベガルタ仙台コーチ）：四日市市
- 森下俊（FC大阪コーチ）：伊勢市

女子選手
- 後藤三知（マイナビ仙台レディース）：鈴鹿市

### ラグビー
- 伊藤玖祥（三重ホンダヒート）
- 今村雄太（宗像サニックスブルース）：四日市市
- 金武貴之（元神戸製鋼コベルコスティーラーズ）：鈴鹿市
- 後藤駿弥（元宗像サニックスブルース）
- 坂井克行（豊田自動織機シャトルズ愛知、リオデジャネイロオリンピック7人制ラグビー日本代表）：四日市市
- 竹内克（NTTドコモレッドハリケーンズ大阪アシスタントコーチ）
- 高橋信之（豊田自動織機シャトルズ愛知）
- 谷崎重幸（元東福岡高校監督、元法政大学監督、現新潟食料農業大学監督）
- 玉井希絵（女子ラグビー選手・三重パールズ）：松阪市
- 廣田耀規（日野レッドドルフィンズ）
- 水谷咲良（女子ラグビー選手・東京山九フェニックス）：桑名市
- 山路和希（元ヤマハ発動機ジュビロ）：四日市市
- 山路健太（三重ホンダヒート）
- 平野叶翔（三重ホンダヒート）：桑名市

### バスケットボール
男子選手
- 安藤周人（アルバルク東京）：四日市市
- 伊藤拓摩（長崎ヴェルカGM 兼代表取締役社長）：鈴鹿市、伊藤大司の兄
- 伊藤大司（アルバルク東京GM）：鈴鹿市
- 伊藤将伸（群馬クレインサンダーズ）：松阪市
- 桜井良太（レバンガ北海道）：桑名市
- 笹山貴哉（ファイティングイーグルス名古屋）：鈴鹿市
- 西村文男（千葉ジェッツふなばし）
- 諸山文彦

女子選手
- 石川真衣（元新潟アルビレックスBBラビッツ）
- 出水田理絵（元トヨタ自動車アンテロープス）
- 伊藤恭子（元デンソーアイリス）
- 鬼頭真由美（元トヨタ自動車アンテロープス）
- 小泉遥（元アイシン・エィ・ダブリュ ウィングス）
- 小林阿古（元日立ハイテク クーガーズ）
- 園田奈緒（デンソーアイリス）
- 冨崎里奈（元トヨタ自動車アンテロープス）：鈴鹿市
- 前田有香（元アイシン・エィ・ダブリュ ウィングス）：松阪市（旧・三雲町）
- 山田愛（JX-ENEOSサンフラワーズ→オーストラリア・セミプロリーグ）

### バレーボール
- 浅尾美和（元ビーチバレー選手）：鈴鹿市
- 位田愛（JTマーヴェラス）：四日市市
- 西田有志（ジェイテクトSTINGS→大阪ブルテオン）： いなべ市
- 平井香菜子（元久光製薬スプリングス）：津市
- 福本眸（KUROBEアクアフェアリーズ）：松阪市
- 宮下遥（岡山シーガルズ）：桑名市
- 山口舞（元岡山シーガルズ）：志摩市

### 陸上競技
- 石川末廣（リオデジャネイロオリンピック マラソン代表）：鈴鹿市
- 岩出玲亜（マラソン）：津市
- 尾西美咲（リオデジャネイロオリンピック 5000m代表）：伊勢市
- 川瀬翔矢（駅伝）：名張市
- 瀬古利彦（日本陸上競技連盟副会長・日本陸連ロードランニングコミッションリーダー）：桑名市
- 高見澤安珠（リオデジャネイロオリンピック 3000mSC代表）：紀宝町[17][18]
- 中村匠吾（マラソングランドチャンピオンシップ優勝、2020年東京オリンピック マラソン代表）：四日市市
- 西山雄介（2022年 第70回別府大分毎日マラソン優勝）：松阪市
- 野口みずき（アテネオリンピック マラソン金メダリスト）：伊勢市
- 前川楓（リオデジャネイロ・2020年東京パラリンピック 短距離・走り幅跳び代表（義足・機能障害））：津市

### ボクシング
- 中谷潤人（世界3階級制覇王者・現WBC世界バンタム級王者、元WBO世界フライ級王者、元WBO世界スーパーフライ級王者）：東員町
- 中村祐斗（第2代日本スーパーフライ級ユース王者）：鈴鹿市
- 矢吹正道（現IBF世界ライトフライ級王者、元WBC世界ライトフライ級王者）：鈴鹿市
- 山口直子（引退、第5代WBA女子世界スーパーフライ級王者）：津市

### レスリング
- 伊藤彩香：四日市市
- 奥野春菜（2017年レスリング世界選手権女子55kg級金メダリスト）：津市
- 高橋侑希（2017年レスリング世界選手権男子フリースタイル57kg級金メダリスト）：桑名市
- 土性沙羅（2016年リオデジャネイロオリンピック女子67kg級金メダリスト）：松阪市
- 向田真優（2020年東京オリンピック女子53kg級金メダリスト）：四日市市[19]
- 藤波朱理（2024年パリオリンピック女子53kg級金メダリスト）：四日市市
- 吉田沙保里（2004年アテネ・2008年北京・2012年ロンドンオリンピック女子55kg級金メダリスト）：津市（旧一志町）

### プロレスラー
- 伊藤旭彦：桑名市
- 柴田勝久：桑名市
- 柴田勝頼：桑名市（勝久の子息）
- 後藤洋央紀：桑名市
- 金村キンタロー：津市
- 岩本煌史：桑名市
- 奥田啓介：津市

### レーサー・ライダー
- 伊藤大輔：津市（生まれは東京都北区）
- 小川友幸（トライアルライダー）：四日市市
- 小島庸平（モトクロスライダー）：鈴鹿市
- 佐々木孝太：鈴鹿市
- 舘信秀（現TOYOTA TEAM TOM'S代表）
- 中子修：尾鷲市
- 服部尚貴：四日市市
- 松田次生：桑名市
- 森脇尚護（オートバイレーサー、現モリワキエンジニアリング会長）：鈴鹿市
- 藤波貴久（元トライアルライダー）：四日市市
- 福山英朗：尾鷲市
- 三宅淳詞：伊勢市

### 競輪
- 浅井康太：四日市市
- 太田美穂・太田瑛美姉妹(ガールズ競輪): 津市
- 海田和裕：松阪市
- 倉野隆太郎
- 佐久間重光（現 日本競輪選手会理事長）：桑名市
- 柴崎淳
- 柴崎俊光
- 須田一二三
- 萩原操
- 半田弘之

### その他
- 小椋久美子（バドミントン）：川越町
- 西本拳太（バドミントン）：伊勢市
- 松本徹（バドミントン）：旧小俣町
- 伊藤竜馬（テニス）：いなべ市
- 西岡良仁（テニス）：津市
- 神崎公宏（ソフトテニス）：尾鷲市
- 伊藤涼太（ゴルフ）：鈴鹿市
- 川村昌弘（英語版）（ゴルフ）：四日市
- 姜宗憲（空手）：久居市
- 小林実希（空手）：四日市市[20][21]
- 山田優（フェンシング、2020年東京オリンピックエペ団体金メダリスト）：鳥羽市
- 岩野夏帆（水球[22]、2020年東京オリンピック日本代表[23]）：いなべ市[22]
- ユリ・ホセイ（ホセイ有栞、競泳、2024年パリオリンピックパラオ代表）：伊勢市[24]
- 青山敏彦（ラジオ体操指導者）：四日市市
- 戸上隼輔（卓球）：津市
- 杉野正尭（体操競技、2024年パリオリンピック 男子団体総合金メダリスト）：安芸郡安濃町（現・津市）
- 岡村真（体操競技、2024年パリオリンピック 女子団体総合メンバー）

## 実業・経済人
- 三井高利 - 三井財閥の礎を築く：松坂（現・松阪市）
- 角屋七郎次郎 - 江戸時代の豪商：伊勢国
- 角屋七郎兵衛 - 江戸時代の朱印船貿易家：松坂（現・松阪市）
- 河村瑞賢 - 江戸時代の豪商：南伊勢町
- 諸戸清六（初代） - 諸戸グループの礎を築く：木曽岬町→桑名市
- 近藤淳也 - はてな代表取締役：菰野町
- 村山龍平 - 朝日新聞社創立者：玉城町
- 安藤仁 - 日本トランスシティ社長、中部経済連合会副会長：亀山市
- 浅田剛夫 - 井村屋グループ社長
- 池森賢二 - ファンケル創業者・元社長、元日本通信販売協会会長：宇治山田市
- 岡田邦彦 - 元J.フロント リテイリング会長、元松坂屋社長、元名古屋商工会議所会頭
- 岡田卓也 - イオングループ名誉会長：四日市市
- 奥田碩 - 元トヨタ自動車社長、日本経団連第9代会長：津市→（戦時疎開）→松阪市
- 奥田務 - 元J.フロント リテイリング社長、元関西経済同友会代表幹事：津市→松阪市
- 加藤誠之 - 元トヨタ自動車販売取締役社長・会長、元関西学院理事長：伊勢市
- 熊澤一衛 - 伊勢電鉄社長：四日市市
- 清水信次 - ライフコーポレーション会長、元日本チェーンストア協会会長：津市
- 御木本幸吉 - ミキモトの創始者：鳥羽市
- 西田厚聰 - 東芝社長：紀北町
- 岩中祥史[25] - エディットハウス代表、県民性評論家：鵜方村（現・志摩市）
- 石原恒和 - ポケモン社長：鳥羽市
- 須原伸太郎 - エスネットワークス共同創業者・元社長：四日市市
- 種橋潤治 - 三重銀行頭取、三重県商議所連合会会長：四日市市
- 田辺順一 - JALCOホールディングス設立者・社長：伊勢市
- 樋口智一 - ヤマダイ食品社長
- 藤田健治 - ビープラッツ創業者・社長：四日市市
- 古沢煕一郎 - 三井トラスト・ホールディングス社長・会長
- 服部正也 - 元世界銀行副総裁、元シェラトン・グランデ・トーキョーベイ・ホテル社長：三重村（現・四日市市）
- 馬瀬紀夫 - 元ハーゲンダッツジャパン社長：津市
- 松下雋 - 日本碍子社長、中部経済連合会副会長：四日市市
- 三木正浩 - ABCマート創業者：伊勢市
- 森下俊三 - 元NTT西日本社長、元阪神高速道路会長、NHK経営委員会委員長、元関西経済連合会副会長：亀山市
- 種村均 - 中日本高速道路会長、ノリタケカンパニーリミテド会長：東員町
- 今村隆郎 - 日清オイリオグループ会長、元日本植物油協会会長
- 多田勝美 - 大東建託創業者
- 奥野翔太 - Plott創業者・社長
- 渡辺捷昭 - 元トヨタ自動車社長：四日市市
- 永井啓弍 - トヨタカローラ三重 代表取締役名誉会長、馬主としても有名：三重郡菰野町
- 田中稔 - 元安田倉庫社長・会長、元富士銀行常務

## その他の人物
- 伊東里き（日本人の北米移住に尽力）：片田村（現・志摩市）
- 稲葉三右衛門（四日市港の築港者）
- 澤木興道（曹洞宗僧侶）：津市
- 杉山和一（鍼灸師）：伊勢国安濃津（現・津市）
- 大黒屋光太夫（江戸時代、ロシアに漂流した船頭）：伊勢国白子（現・鈴鹿市）
- 平清盛：伊勢国
- 玉井清太郎・藤一郎（日本のライト兄弟と言われた飛行家兄弟）：四日市
- 西川寅吉（五寸釘の寅吉。脱獄王）：明和町
- 松浦武四郎（幕末の探検家、北海道の名付け親）：須川村（現・松阪市）
- 三浦樗良：紀伊国長島浦（現・紀北町）
- 夢窓疎石（南北朝時代の高僧）
- 百地丹波（伊賀忍術の祖）

- 一岡浩司（笠松競馬場公認予想屋）：上野市（現伊賀市）
- 今井智大（TikToker）：津市
- じぇいそる（プロポーカープレイヤー、YouTuber）：三重郡
- 涼森れむ（AV女優）
- はるか2号（YouTuber）：伊勢市
- 花井増實（日本弁護士連合会副会長、中部弁護士会連合会理事長）
- ポッキー（YouTuber）
- 宮間英次郎（アウトサイダー・アーティスト）：二見町（現・伊勢市）
- 杉森健一（旅行家・インフルエンサー）：名張市

## 三重県に居住歴のある人物
- 今田耕司 - お笑い芸人、司会者。大阪市出身。日生学園第一高等学校中退。
- 尾崎行雄 - 元国会議員。神奈川県出身。伊勢市から立候補し通算25回当選し63年間の議員生活を送る。「日本憲政の父」と呼ばれた。
- 鈴木英敬 - 兵庫県出身。前三重県知事（2011年4月 - 2021年9月）、現三重県第4区選出の衆議院議員（2021年10月 - ）。
- 関啓扶 - 元プロ野球選手。愛知県出身。三重県立菰野高校卒業。
- 千葉和彦 - プロサッカー選手、北海道出身。日生学園第二高等学校卒業。
- 坪井慶介 - 元プロサッカー選手。東京都出身。四日市中央工業高等学校卒業。
- 西川純司 - 元プロ野球選手。滋賀県出身。松阪大学（三重中京大学）卒業。
- 則本昂大 - プロ野球選手。滋賀県出身。三重中京大学卒業。
- 長谷川豊 - 元フジテレビアナウンサー。奈良県出身。日生学園第一高等学校卒業。
- 浜田雅功 - お笑い芸人（ダウンタウンのツッコミ）。兵庫県出身。日生学園第二高等学校卒業。
- 宮﨑駿 - 元プロ野球選手。福井県出身。三重中京大学卒業。
- 村尾信尚 - 元財務官僚、元ニュースキャスター。岐阜県出身。1995年から3年間、三重県に総務部長として出向。2003年に三重県知事選挙に立候補するも落選。
- 横光利一 - 作家。福島県生まれ。小中学校時代を母の出身地である伊賀地方の東柘植村（現・伊賀市）で過ごす（三重県立第三尋常中学校（現・三重県立上野高校）卒業）。

## 親族が三重県出身の人物
- 生島ヒロシ - フリーアナウンサー、元生島企画室会長。生島淳 - スポーツジャーナリスト。宮城県出身。祖母が志摩市出身。
- 生島勇輝 - 俳優。生島翔 - ダンサー。東京都出身。大祖母が志摩市出身。
- 桂歌丸 - 神奈川県出身。落語家。父方の祖母が四日市市出身。
- かわすみひろし - 漫画家、名古屋市出身。母が熊野市出身。
- 重盛さと美 - タレント、福岡県出身。母親が松阪市出身。
- 舘ひろし - 俳優。愛知県出身。母が四日市市出身。
- 濱口優 - お笑い芸人。濱口秀二 - 俳優。濱口善幸 - 占い師。大阪府出身。母方の曾祖母が志摩市大王町波切出身で海女を営んでいた。
- 松本人志 - お笑い芸人（ダウンタウンのボケ）。松本隆博 - シンガーソングライター。兵庫県出身。母が津市出身。
- 松本明子 - タレント。香川県出身。曾祖父が三重県出身。
- 三浦しをん - 東京都出身。直木賞作家。父は津市（旧・美杉村）出身の日本文学者・三浦佑之、美杉村は神去なあなあ日常で描かれた神去村のモデルである。
- 水谷豊 - 俳優。北海道出身。曾祖父及び祖父が三重県出身。
- 莉子 - 女優。神奈川出身。父方の実家が三重県。